# مكان تراوري
مكان تراوري (بالفرنسية: Makan Traore)‏ هو لاعب كرة قدم فرنسي في مركز الدفاع، ولد في 26 مايو 1992 في إيفري سور سين في فرنسا. لعب مع ستاد لافالوا.